# Touki Bouki
Touki Bouki è un film del 1973 diretto da Djibril Diop Mambéty. 
Il film è stato presentato nella Quinzaine des Réalisateurs del Festival di Cannes e ha vinto il Prix de la Critique International del Festival di Mosca.

## Trama
Mory è un adolescente asociale che vaga solitario per la città a bordo della sua moto. Nell'infanzia è stato un pastore ma la sua mandria è stata portata al mattatoio. Anta è una studentessa dagli atteggiamenti anticonformisti. Ossessionati dal desiderio di partire per Parigi, i due amanti organizzano truffe e furti per recuperare la somma necessaria per il viaggio, riuscendo infine a derubare un ricco omosessuale e comperare i biglietti per il viaggio in nave. Ma al momento di imbarcarsi per Marsiglia, Mory fugge lasciando Anta partire sola.

## Accoglienza

### Critica
L'aspetto autobiografico e il desiderio di mettere in discussione l'illusione dell'emigrazione si uniscono alla volontà di infrangere i canoni formali tipici del cinema africano dell'epoca e di sperimentare un nuovo linguaggio cinematografico. Mambéty racconta una storia dalle forti connotazioni sociali e politiche utilizzando tutte le potenzialità formali e stilistiche del linguaggio cinematografico e lasciando allo spettatore il compito di ricostruire la storia e decifrare il significato fortemente simbolico e metaforico delle immagini.
La critica è unanime nel sottolineare l'originalità della scrittura cinematografica che attraverso un montaggio sperimentale inserisce nella trama narrativa immagini simboliche della cultura africana tradizionale conferendo al film una forte cifra onirica e allegorica. Pur affrontando il classico tema del confronto tra modernità e tradizione, il film non usa il linguaggio didascalico e lineare tipico del cinema africano dell'epoca, ma è alla ricerca di un nuovo stile. Considerato film originale e atipico, Touki Bouki è spesso paragonato dai critici a Pierrot le fou di Jean Luc Godard e al Cinema Novo brasiliano.
Alcuni critici gli rimproverano la complessità della sintassi e il tono onirico che non permettono una comprensione immediata e ad altri non sfugge la mancanza di rigore tecnico.
Considerato il primo film africano d'avanguardia, Touki Bouki rimane un caso unico per la produzione del continente e diventerà film culto per molti registi africani alla ricerca di un linguaggio innovativo.
Proiettato nelle sale di Dakar nel 1975 per soli quattro giorni, Touki Bouki, collocandosi stilisticamente all'estremo opposto rispetto al cinema di Ousmane Sembène, scatenò un ampio dibattito negli spettatori.